# Schönau im Schwarzwald
Schönau im Schwarzwald é uma cidade da Alemanha localizada no distrito de Lörrach, região administrativa de Freiburg, estado de Baden-Württemberg.